# إشتيفان تاماشي
إشتيفان تاماشي (بالمجرية: Tamássy István)‏ (1911 – تاريخ الوفاة غير معروف) لاعب كرة قدم مجري راحل كان يجيد اللعب في خط الهجوم.
لعب طوال مسيرته الرياضية في نادي أويبست.
مثل منتخب المجر في مباراتين (1934). شارك مع منتخب المجر في بطولة كأس العالم 1934 في إيطاليا حيث خرج من الدور الربع النهائي.

## وصلات خارجية
- إشتيفان تاماشي على موقع الاتحاد الدولي (مؤرشف)  (الإنجليزية)
- إشتيفان تاماشي على موقع قاعدة بيانات كرة القدم.إي يو (الإنجليزية)
- إشتيفان تاماشي على موقع ناشيونال فوتبول تيمز (الإنجليزية)
- إشتيفان تاماشي على موقع Soccerway.com (الإنجليزية)
- إشتيفان تاماشي على موقع عالم كرة القدم.نت (الإنجليزية)
- سيرة ذاتية[وصلة مكسورة]